# Guy Bonnet
Guy Bonnet (Avignon, 1945 – Montpellier, 8 januari 2024) was een Franse auteur, componist en zanger.
Bonnet schreef de teksten en componeerde de muziek voor de Franse inzending in het Eurovisiesongfestival 1968 (uitgevoerd door Isabelle Aubret). Zelf nam hij deel van het Eurovisiesongfestival 1970 voor Frankrijk met "Marie-Blanche" (waar hij zesde werd op twaalf deelnemers). In 1983 vertegenwoordigde hij Frankrijk opnieuw in het Eurovisiesongfestival met "Vivre" (waar hij achtste werd op twintig deelnemers). Tevens schreef en componeerde hij nummers voor vele artiesten, onder wie Mireille Mathieu, Sylvie Vartan, Franck Fernandel en Massilia Sound System.
Bonnet overleed in januari 2024 op 78-jarige leeftijd.
1956: Mathé Altéry + Dany Dauberson · 
1957: Paule Desjardins · 
1958: André Claveau · 
1959: Jean Philippe · 
1960: Jacqueline Boyer · 
1961: Jean-Paul Mauric · 
1962: Isabelle Aubret · 
1963: Alain Barrière · 
1964: Rachel · 
1965: Guy Mardel · 
1966: Dominique Walter · 
1967: Noëlle Cordier · 
1968: Isabelle Aubret · 
1969: Frida Boccara · 
1970: Guy Bonnet · 
1971: Serge Lama · 
1972: Betty Mars · 
1973: Martine Clémenceau · 
1975: Nicole Rieu · 
1976: Catherine Ferry · 
1977: Marie Myriam · 
1978: Joël Prévost · 
1979: Anne-Marie David · 
1980: Profil · 
1981: Jean Gabilou · 
1983: Guy Bonnet · 
1984: Annick Thoumazeau · 
1985: Roger Bens · 
1986: Cocktail Chic · 
1987: Christine Minier · 
1988: Gérard Lenorman · 
1989: Nathalie Pâque · 
1990: Joëlle Ursull · 
1991: Amina · 
1992: Kali · 
1993: Patrick Fiori · 
1994: Nina Morato · 
1995: Nathalie Santamaria · 
1996: Dan Ar Braz & Héritage des Celtes · 
1997: Fanny · 
1998: Marie Line · 
1999: Nayah · 
2000: Sofia Mestari · 
2001: Natasha Saint-Pier · 
2002: Sandrine François · 
2003: Louisa Baïleche · 
2004: Jonatan Cerrada · 
2005: Ortal · 
2006: Virginie Pouchain · 
2007: Les Fatals Picards · 
2008: Sébastien Tellier · 
2009: Patricia Kaas · 
2010: Jessy Matador · 
2011: Amaury Vassili · 
2012: Anggun · 
2013: Amandine Bourgeois · 
2014: Twin Twin · 
2015: Lisa Angell · 
2016: Amir · 
2017: Alma · 
2018: Madame Monsieur · 
2019: Bilal Hassani · 
2021: Barbara Pravi · 
2022: Alvan & Ahez · 
2023: La Zarra · 
2024: Slimane · 
2025: Louane
- Biblioteca Nacional de España: XX4829351
- Bibliothèque nationale de France: cb13951184j (data)
- Gemeinsame Normdatei: 1315361035
- International Standard Name Identifier: 0000 0001 1634 9512
- Library of Congress Control Number: n97049425
- MusicBrainz: c6214ae6-04db-4504-ab64-a56508a941d0
- Nationale en Universitaire bibliotheek Zagreb: 000123270
- Système universitaire de documentation: 124041574
- Virtual International Authority File: 46952080
- WorldCat: E39PBJjMxYy8KBYVf9jvvHRh73